# Reymenticosta
Reymenticosta is een geslacht van uitgestorven kreeftachtigen uit de klasse van de Ostracoda (mosselkreeftjes).

## Soorten
- Reymenticosta aliena (Bassiouni, 1969) Bassiouni & Luger, 1990 †
- Reymenticosta antedahomeyensis (Reyment, 1981) Bassiouni & Luger, 1990 †
- Reymenticosta arabica (Bassiouni, 1969) Bassiouni & Luger, 1990 †
- Reymenticosta bassiounii (Cronin & Khalifa, 1980) Honigstein & Rosenfeld, 1991 †
- Reymenticosta bensoni (Damotte & Donze, 1982) Bassiouni & Luger, 1990 †
- Reymenticosta crassireticulata (Bassiouni, 1969) Honigstein & Rosenfeld, 1991 †
- Reymenticosta parabensoni Bassiouni & Luger, 1990 †
- Reymenticosta reticulocostata (Reyment, 1960) Bassiouni & Luger, 1990 †
- Reymenticosta yarmukensis (Bassiouni, 1969) Bassiouni & Luger, 1990 †
- Reymenticosta zitteli Bassiouni & Luger, 1990 †